# Sosii
Sosier (Sosii) ist der Name einer Buchhändlerfirma im alten Rom, zur Zeit des Augustus, die von den Gebrüdern Sosius betrieben wurde. 
Sie hatten einen recht großen, von Horaz rühmend erwähnten Betrieb; daher wird der Begriff auch als typischer Name für angesehene Buchhändler verwendet.